# Ernst Terres
Ernst Terres (* 13. Januar 1887 in Metz; † 1. Juli 1958 in München) war ein deutsch-luxemburgischer Chemiker.

## Leben
Ernst Terres wurde am 13. Januar 1887 als Sohn eines Gutsbesitzers in der damals zum Reichsland Elsaß-Lothringen und damit zu Deutschland gehörenden lothringischen Stadt Metz geboren. Er besuchte das Athenäum in der Stadt Luxemburg. Die luxemburgische Staatsbürgerschaft behielt er zeitlebens. Er hatte einen Bruder, Eugen, der Ingenieur wurde.
Anschließend studierte er Chemie in Karlsruhe, Heidelberg und Graz. Seine Promotion erfolgte 1909 in Karlsruhe mit einer Doktorarbeit bei Fritz Haber. Anschließend wurde er Assistent bei Hans Bunte am Chemisch-Technischen Institut der Technischen Hochschule Karlsruhe. Ebenfalls in Karlsruhe habilitierte er sich 1914 und wurde 1918 außerordentlicher Professor.
Nach dem Ersten Weltkrieg arbeitete er von 1919 bis 1925 in der Industrie, und zwar bei den Chemischen Werken in Berlin und den Didier-Werken in Stettin. Von 1923 bis März 1925 war er Honorarprofessor für Technische Chemie am Technisch-Chemischen Institut in der Abteilung für Chemie und Hüttenkunde an der Technischen Hochschule zu Berlin.
Am 1. April 1925 wurde er Ordinarius für Technische Chemie an der Technischen Hochschule Braunschweig. In dieser Stellung verblieb er bis zum 30. September 1930 und wechselte dann wieder nach Berlin-Charlottenburg, wo er an der Technischen Hochschule als Nachfolger von Alfred Stavenhagen ordentlicher Professor wurde. Seine Lehrgebiete dort waren Chemische Technologie und Chemie für Bergleute; zudem war er Vorsteher des chemischen Laboratoriums für Bergbau. 1932–1933 war er Dekan der Fakultät IV für Stoffwirtschaft der TH Berlin.
Sein Ordinariat in Berlin legte Ernst Terres, der bereits in der Weimarer Republik den Unmut der Nationalsozialisten erregt hatte, im Herbst 1933 nieder, hatte jedoch bis 1945 weiterhin eine Honorarprofessur für Technische Chemie an der Fakultät I für Allgemeine Wissenschaften der TH Berlin inne. Er nahm erneut eine Stelle in der Privatwirtschaft an und war bis 1939 Geschäftsführer der von dem rumänischen Chemiker Lazăr Edeleanu gegründeten Edeleanu GmbH in Berlin. Während des Zweiten Weltkriegs war er bei der Edeleanu Co. in New York tätig.
Nach dem Krieg war er zwei Jahre im Vereinigten Königreich tätig, bevor er 1948 einem Ruf an die Technische Hochschule Karlsruhe folgte. Dort wurde er ordentlicher Professor für Gastechnik und Brennstoffverwertung und Direktor des Gasinstituts. Von 1948 bis 1949 war er Prorektor der Hochschule. 1951 wurde er Gründungsleiter des Engler-Bunte-Instituts der TH Karlsruhe. Sein Nachfolger auf dem Lehrstuhl wurde 1956 Helmut Pichler.
Ernst Terres war zweimal verheiratet. 1922 heiratete er in Karlsruhe Juliane Stöcklein, geschiedene Becker (1883–1945). Nach ihrem Tod ehelichte er 1946  seine Mitarbeiterin Luise Trip (* 1896), eine 1927 in Jena promovierte technische Chemikerin. Beide Ehen blieben kinderlos. Ernst Terres starb am 1. Juli 1958 im Alter von 71 Jahren in München.

## Arbeitsgebiete
Terres’ Forschungsarbeiten betrafen die Kohlechemie und Brennstoffchemie, insbesondere die Kohlenwertstoffgewinnung durch Verkokung von Steinkohle. Auch arbeitete er auf den Gebieten der Erdölverarbeitung sowie der Verbrennungsvorgänge in Motoren.
Terres war Herausgeber der Zeitschrift für Brennstoffchemie.

## Mitgliedschaften, Ehrungen und Auszeichnungen
Von 1948 bis 1951 war Terres Vorsitzender der Deutschen Wissenschaftlichen Gesellschaft für Erdöl, Erdgas und Kohle (DGMK). Er hatte bereits 1947 dem provisorischen Vorstand zur Neugründung der bis zum Zweiten Weltkrieg bestehenden Vorgängerorganisation Deutsche Gesellschaft für Mineralölforschung (DGM) angehört. 1953 verlieh die DGMK Terres die Carl-Engler-Medaille, 1957 ernannte sie ihn zum Ehrenmitglied. Von 1949 bis 1958 war Terres Vorsitzender des Fachausschusses Mineralöl- und Brennstoffnormung (FAM) im Normenausschuss Materialprüfung des Deutschen Instituts für Normung (DIN).
1952 verlieh die Technische Hochschule Wien ihm die Ehrendoktorwürde.